# Delias sacha
Delias sacha is een vlindersoort uit de familie van de Pieridae (witjes), onderfamilie Pierinae.
Delias sacha werd in 1895 beschreven door Grose-Smith.